# Alecu Văcărescu
Alecu Văcărescu (n. 1769 – d. 19 noiembrie 1799, Tulcea, Imperiul Otoman) a fost un poet român din Țara Românească.
Fiul cel mare al lui Ienăchiță Văcărescu, Alecu a fost cel mai talentat dintre Văcărești, dar, din păcate, cele mai multe versuri ale sale s-au pierdut, rămînînd doar cîteva trecute într-o „condicuță”, pentru că se considera poet doar pentru sine. A avut un sfîrșit spectaculos: condamnat la moarte sub acuzația că și-ar fi otrăvit o mătușă, a trimis tuturor scrisori disperate pînă în ziua execuției.
Opera sa, fără să fie lipsită de manierismul epocii, se remarcă prin cultul iubirii, poetul scriind o poezie languroasă, de alcov, cu oftaturi artistice. Elogiază femeia, chinurile fericite ale dragostei, jurămintele, ca un adevărat profesionist al iubirii. Femeia trădătoare este mustrată cu o cochetă alintare din partea poetului, care stăpînește stilul de conversație erotică, cu imputări voalate, tachinări și amenințări. Într-o poezie grațioasă dezvoltă motivul oglinzii care, din gelozie, nu reflectă întreaga frumusețe a iubitei (Oglinda cînd ți-ar arăta...)
Alecu Văcărescu a scris și poezii în limba greacă, semnate cu pseudonimul Vacarescologlu, unele fiind influențate de poetul grec Rigas Velestinlis. Anton Pann le-a popularizat în volumul Poezii deosebite sau Cântece de lume.
„În fruntea literaților profani ai Țării Românești din secolul al XVIII-lea vom găsi, fără îndoială, pe banul Ienăchiță Văcărescu; dar alături cu dânsul stă fiul său cel mare, clucerul Alecu Văcărescu, exilat din țară și dispărut în temnițele Turciei încă de pe la 1796”.
Din porunca domnitorului Alexandru Moruzi, Alecu Văcărescu a fost exilat la Tulcea. A murit în închisoarea de acolo, din cauza condițiilor deosebit de aspre ce i-au fost impuse.[nefuncțională]